# Caratê nos Jogos Pan-Americanos
O Caratê nos Jogos Pan-Americanos foi introduzido em 1995, em Mar del Plata.O esporte fará a sua primeira participação olímpica nos Jogos Olímpicos de Verão de 2020.

## Quadro de Medalhas 1995-2015
| Ordem | País                 | Medalha de ouro | Medalha de prata | Medalha de bronze | Total |
| ----- | -------------------- | --------------- | ---------------- | ----------------- | ----- |
| 1     | Brasil               | 9               | 10               | 16                | 35    |
| 2     | Venezuela            | 9               | 8                | 10                | 27    |
| 3     | Estados Unidos       | 9               | 5                | 12                | 26    |
| 4     | Cuba                 | 7               | 4                | 10                | 21    |
| 5     | República Dominicana | 7               | 8                | 4                 | 19    |
| 6     | Argentina            | 5               | 3                | 5                 | 13    |
| 7     | Equador              | 3               | 0                | 6                 | 9     |
| 8     | Canadá               | 2               | 4                | 10                | 16    |
| 9     | Antilhas Holandesas  | 2               | 0                | 3                 | 5     |
| 10    | Guatemala            | 2               | 0                | 2                 | 4     |
| 11    | México               | 1               | 6                | 10                | 17    |
| 12    | Peru                 | 1               | 6                | 6                 | 13    |
| 13    | Colômbia             | 1               | 3                | 2                 | 6     |
| 14    | Chile                | 1               | 2                | 8                 | 11    |
| 15    | El Salvador          | 0               | 1                | 2                 | 3     |
| 16    | Uruguai              | 0               | 0                | 2                 | 2     |
| 17    | Paraguai             | 0               | 0                | 1                 | 1     |
| 17    | Porto Rico           | 0               | 0                | 1                 | 1     |
| Total | Total                | 59              | 60               | 110               | 229   |